# 도봉아이나라도서관
도봉아이나라도서관은 도봉구 창동에 소재한 구립 어린이도서관이다.

## 연혁
- 2005년 7월 도봉구 창4동 808-1 부지활용에 따른 정책회의 심의의
- 2005년 12월 `06년 예산편성시 사업규모변경(6층→3층)
- 2007년 1월 공사착공
- 2007년 12월 도봉구문화정보센터 설치 및 운영조례 개정
- 2007년 12월 위탁운영계약 체결 (수탁기관: 도봉문화원)
- 2008년 1월 준공
- 2008년 4월 17일 도봉어린이문화정보센터 개관
- 2008년 6월 도봉구 구립도서관 간 상호대차 서비스 시작
- 2011년 어린이 영어도서관 운영 사업 실시
- 2014년 공공도서관 서울특별시장상 수상
- 2014년 7월 어린이문화정보센터' → '도봉어린이문화정보도서관'으로 기관명칭 변경
- 2018년 4월 '도봉어린이문화정보도서관' → '도봉아이나라도서관'으로 기관명칭 변경

## 시설현황
- 지하: 종합서고, 직원휴게실
- 1층: 유아열람실, 디지털자료실, 안내데스크
- 2층: 자료열람실, 영어도서관, 동아리실
- 3층: 다목적강당, 문화교실, 독서토론실
- 옥상: 하늘정원

## 이용방법
이용시간
| 구분        | 평일          | 주말          |
| ----------- | ------------- | ------------- |
| 도서관 전체 | 09:00 ~ 18:00 | 09:00 ~ 17:00 |

휴관일
- 정기휴관일: 매주 화요일
- 법정공휴일
- 임시휴관일: 장서점검,공사 등의 사유로 관장이 정하는날

대출방법
- 대출: 1인 7권 (상호대차 및 타도서관 3권 대출가능, 총 10권 대출가능)
- 연기: 7일, 1회 (예약자가 없는 경우에 한함)
- 연체: 연체일수 만큼 대출 불가

## 참조
1. ↑  도봉어린이문화정보도서관 홈페이지 자료현황
2. ↑  자료없음
3. ↑  자료없음